# Sarah Jane Morris

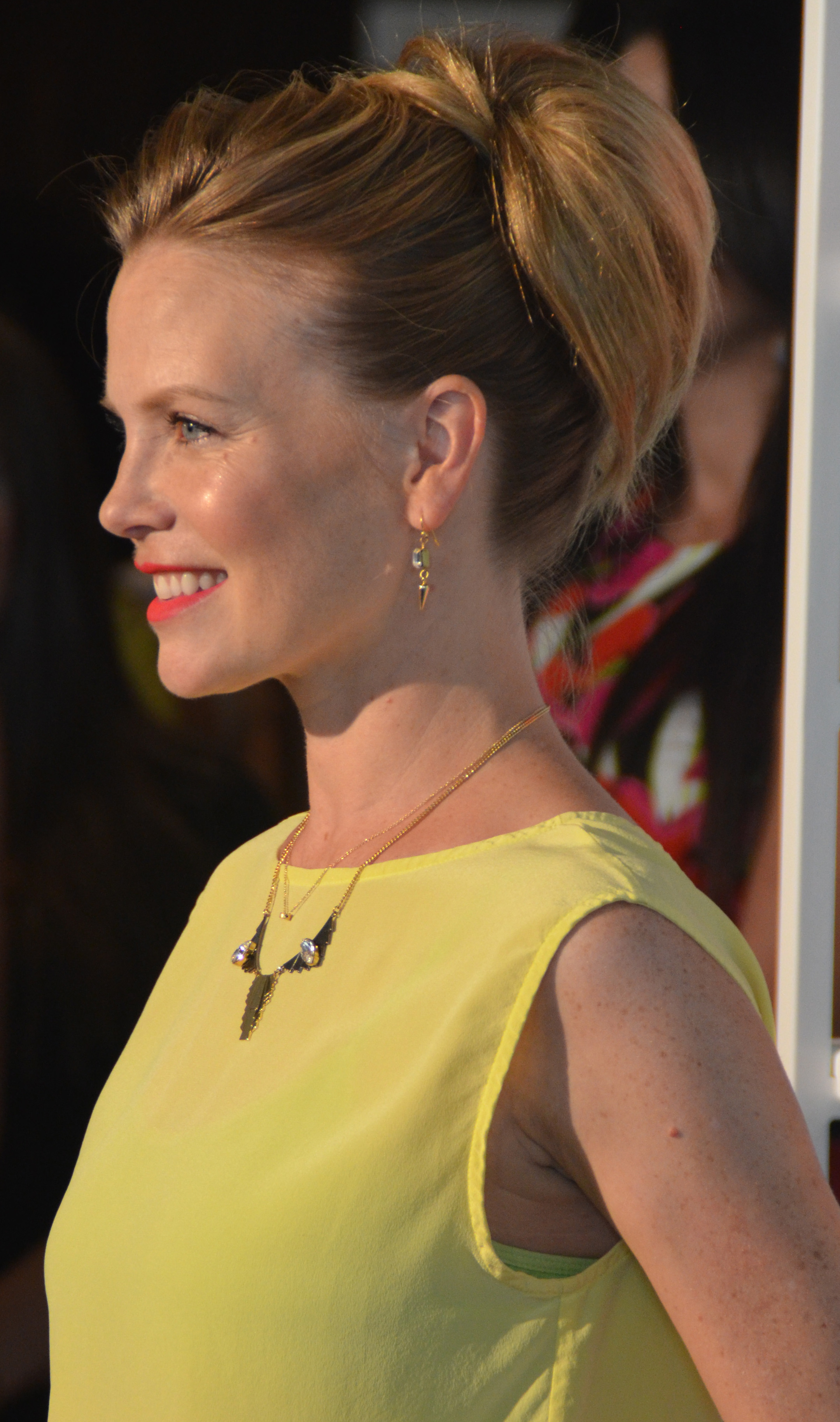
Sarah Jane Morris (2014)

Sarah Jane Morris (* 12. April 1977 in Memphis, Tennessee) ist eine US-amerikanische Schauspielerin.

## Leben
Sie trat bereits als Kind in Musicals auf und lernte professionell Ballett und Gesang.
Nach ihrem High-School-Abschluss studierte sie Kommunikationswissenschaften und Französisch an der Southern Methodist University in Dallas, Texas und zog anschließend nach Los Angeles, um Schauspielunterricht zu nehmen. Sie erhielt Gastrollen in den Serien Boston Public, Dark Angel und Cold Case, ehe sie von 2006 bis zum Ende der Serie 2010 zur Stammbesetzung der Serie Brothers & Sisters gehörte.
Sarah Jane Morris ist mit Ned Brower, dem Schlagzeuger der Band Rooney, verheiratet und hat mit ihm einen gemeinsamen, 2010 geborenen Sohn.

## Filmografie (Auswahl)
- 2000: Coyote Ugly
- 2001: Boston Public (Fernsehserie, 2 Folgen)
- 2001: Dark Angel (Fernsehserie, eine Folge)
- 2001–2002: Felicity (Fernsehserie, 8 Folgen)
- 2005:	Cold Case – Kein Opfer ist je vergessen (Cold Case, Fernsehserie, eine Folge)
- 2006–2009: Brothers & Sisters (Fernsehserie, 42 Folgen)
- 2008: Sieben Leben (Seven Pounds)
- 2008: Criminal Intent – Verbrechen im Visier (Law & Order: Criminal Intent, Fernsehserie, eine Folge)
- 2010: Ghost Whisperer – Stimmen aus dem Jenseits (Ghost Whisperer, Fernsehserie, Folge 5x06)
- 2011–2012: Navy CIS (NCIS, Fernsehserie, 8 Folgen)
- 2012: Jagd auf den Totengott (Willed to Kill)
- 2012: Castle (Fernsehserie, Folge 4x17)
- 2013: Criminal Minds (Fernsehserie, Folge 9x06)
- 2015: Hawaii Five-0 (Fernsehserie, Folge 5x12)
- 2015: Murder in the First (Fernsehserie, 2 Folgen)
- 2015–2017: The Night Shift (Fernsehserie, 10 Folgen)
- 2017: Cassidy Nugent (Fernsehfilm)
- 2018: Gosnell – The Trial of America’s Biggest Serial Killer
- 2022: Cloudy with a Chance of Christmas (Fernsehfilm)
- 2022: Chicago Med (Fernsehserie, Folge 7x17)
- 2023: Truth Be Told – Der Wahrheit auf der Spur (Truth Be Told, Fernsehserie, Folge 3x07)
- 2023: Magnum P.I. (Fernsehserie, Folge 5x09)
- 2023: Below Deck Deceit